# Joanot Martorell
Pour les articles homonymes, voir Martorell (homonymie).

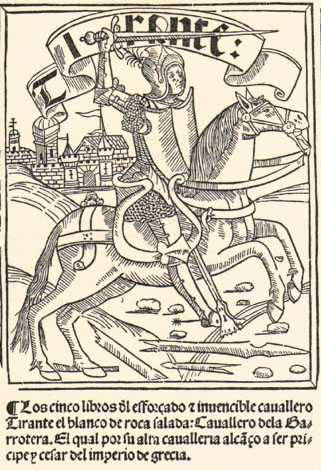
Page de garde de la traduction espagnole (1511) de Tirante el Blanco.

Joanot Martorell, né à Valence (royaume de Valence, couronne d'Aragon) en 1410 (ou 1411) et mort dans la même ville en 1465, est un chevalier et écrivain, surtout connu comme l'une des principales figures de la littérature catalane médiévale et du siècle d'or valencien à travers son roman de chevalerie Tirant le Blanc (Tirant lo Blanc), considéré comme un jalon du roman moderne.

## Biographie

### Naissance et lignée
Joanot Martorell naquit à Valence, capitale de son royaume de Valence, dans la couronne d'Aragon, probablement en 1410, mais peut-être en 1411,,.
La lignée des Martorell, de la petite noblesse valencienne, est connue pour avoir servi sur des générations (depuis les temps de la conquête du royaume par Jacques Ier) la maison royale d’Aragon et le duc de Gandia, ville où elle était établie de longue date, raison pour laquelle on a longtemps pensé que Joanot était lui même né dans cette ville,,. Comme tous les grands noms de la littérature du siècle d'or valencien à l'exception de Joan Roís de Corella, la lignée de Joanot Martorell est originaire de Catalogne, peut-être de la localité de Martorell, non loin de Barcelone, ou d'une autre homonyme,.
Son père, Francesc Martorell fut élevé à la cour du roi Martin Ier. Il épousa Damiata Abelló en 1397. Le couple, dans une période de prospérité avec l'extension de ses domaines, s'installa à Valence en février 1400 et eut au moins neuf enfants, dont Joanot est le troisième né,. Francesc Martorell fut jurat de la ville de Valence entre 1412 et 1414,. Avec Galceran, frère aîné de Joanot, il participa aux campagnes d'Alphonse V le Magnanime en Sardaigne et en Corse en 1420-1423, accompagné de grands noms de la littérature valencienne comme Jordi de Sant Jordi et Ausiàs March,,,.
Autour de 1410-1412, avec le changement de dynastie faisant suite au compromis de Caspe, les Martorell entrèrent dans une période de difficultés financières.  Francesc Martorell modifia son testament de sorte à faire de Joanot l'héritier universel de ses biens, au détriment du puiné.

### Une vie tourmentée, entre conflits chevaleresques et voyages
Francesc Martorell mourut, peut-être à la suite de blessures de combat, à la fin de 1435. Le jeune Joanot reçut un héritage grevé de dettes et dut faire face à de multiples litiges et difficultés diverses qui l’obligèrent à vendre progressivement les possessions familiales,.
En 1437, Joanot et sa mère signèrent l'accord de fiançailles entre Ausiàs March et la cadette Isabel, qui n'eut lieu qu'en 1439 à la suite d'un conflit avec l'aîné Galceran.
Toujours en 1437, Joanot Martorell entra en conflit avec son cousin Joan de Montpalau, qu'il accusa d'avoir rompu une promesse de mariage envers sa sœur Damiata Martorell,,,. Après huit mois d’échanges épistolaires marqués d'ironie et de sarcasme, les deux adversaires décidèrent de régler leur différend par un duel,. Martorell se rendit alors en Angleterre, où il obtint que le roi Henri VI accepte d'être juge du combat, qui n'eut finalement pas lieu grâce à l’intervention de la reine Marie de Castille et de l’infant Henri d’Aragon, le litige étant réglé par le versement d’une compensation financière à sa sœur,,,. À cette occasion, Joanot Martorell séjourna environ un an à Londres (entre mars 1438 et février 1439), où il découvrit la vie de cour anglaise, tissa des liens de confiance avec le roi et prit connaissance d'œuvres littéraires qui influencèrent plus tard son propre travail d’écriture,,.
De retour à Valence via Lisbonne, Joanot Martorell et ses proches se trouvèrent mêlés à divers conflits judiciaires et chevaleresques,,. Entre son premier séjour en Angleterre et 1444, Joanot Martorell perdit toutes ses possessions seigneuriales, ce qui constitue le grand drame de sa vie. Il 1446 il se rendit à Lérida, peut-être pour échapper à la justice en raison de litiges autour de ses domaines perdus avec Gonçalbo de Híxar, commandeur de Montalbán,. Il fut emprisonné pour divers délits autour de 1449-1450,.
Les années suivantes de sa vie sont restées longtemps méconnues.  En 1450, il embarqua à Barcelone pour Naples, où l'on a des traces de sa présence en 1450 et 1458, afin de collaborer aux entreprises italiennes du roi Magnanime,. À la mort de celui-ci en 1458, il servit Charles de Viane en Sicile avant de rentrer dans la péninsule, de nouveau à Barcelone,,,. Il effectua peut-être un nouveau séjour dans la cour de Londres autour de 1452,.
En raison de diverses missions accomplies au service de la Députation du Genéral de Catalogne lors de la guerre civile catalane (1462-1472), on suppose qu'il résidait à Barcelone autour de 1462-1464. En avril 1964, depuis Saragosse où il était auprès de Jean II d'Aragon, il se rendit à Valence et y embarqua pour Majorque afin d'y effectuer une mission royale.
Il mourut pauvre, sans testament et sans descendance connue, à Valence au début de 1465 (au plus tard au mois de mars),.

### Écrivain
Le 2 janvier 1460 il commença la rédaction de son œuvre majeure, Tirant lo Blanc, le grand roman roman de chevalerie du siècle d'or valencien, qu’il dédia à l’infant Ferdinand de Portugal (dont on sait qu'il fut présent à Barcelone en 1464-1465),,,.  Miguel de Cervantes, figure phare du siècle d'or littéraire espagnol, le considérait comme « le meilleur livre du monde » et Shakespeare s'en inspira pour son œuvre Beaucoup de bruit pour rien.
Outre Tirant lo Blanc, Martorell est également l'auteur du fragmentaire Guillem de Varoic, adaptation d’une version en prose du Guy de Warwick, qui servit de base aux premiers chapitres du Tirant,. Il est aussi probable qu’il soit l’auteur d’une autre œuvre intitulée Flor de cavalleria, dont seuls quelques courts fragments sont conservés,.

## Études sur Joanot Martorell
La figure et l'œuvre de Joanot Martorell ont fait l'objet d'un grand nombre d'études. À partir de 1964, Martí de Riquer est auteur des premiers travaux marquants, apportant des données fondamentales, en accord avec les critères historiques et philologiques modernes,. Des études parues depuis les années 1990 apportent des éclairages nouveaux sur la biographie de Martorell, notamment sa dernière période, qui n'est encore connue que de façon parcellaire et source d'interprétations divergentes,.
La vie de Joanot Martorell aparaît comme particulièrement représentative de la vie chevaleresque de la couronne d'Aragon de son siècle. 